# Simulation Theory
Simulation Theory is het achtste studioalbum van de Britse rockband Muse. Het werd uitgebracht op 9 november 2018.

## Tracklist
| 1.                 | Algorithm         | Bellamy                                           | Muse, Rich Costey                            | 4:05 |
| 2.                 | The Dark Side     | Bellamy                                           | Muse, Rich Costey                            | 3:47 |
| 3.                 | Pressure          | Bellamy                                           | Muse, Rich Costey                            | 3:55 |
| 4.                 | Propaganda        | Bellamy, Timbaland, Angel Lopez, Federico Vindver | Muse, Rich Costey, Timbaland, Lopez, Vindver | 3:00 |
| 5.                 | Break It to Me    | Bellamy                                           | Muse, Rich Costey                            | 3:37 |
| 6.                 | Something Human   | Bellamy                                           | Muse, Rich Costey, Noah Goldstein            | 3:46 |
| 7.                 | Thought Contagion | Bellamy                                           | Muse, Rich Costey                            | 3:26 |
| 8.                 | Get Up and Fight  | Bellamy, Johan Schuster                           | Muse, Rich Costey, Shellback                 | 4:04 |
| 9.                 | Blockades         | Bellamy                                           | Muse, Mike Elizondo                          | 3:50 |
| 10.                | Dig Down          | Bellamy                                           | Muse, Mike Elizondo                          | 3:48 |
| 11.                | The Void          | Bellamy                                           | Muse, Rich Costey                            | 4:44 |
| Totale duur: 42:12 |                   |                                                   |                                              |      |

## Medewerkers
Muse
- Matthew Bellamy – zang, gitaren, keyboard
- Christopher Wolstenholme – basgitaar, zang
- Dominic Howard – drums

Extra muzikanten
- David Campbell – koperblazer (nummer 3)
- Mike Elizondo – keyboard (nummer 10)
- Tove Lo – zang (nummer 8)

## Hitnoteringen

### NederlandseAlbum Top 100
| Hitnotering: (Week 1 t/m 10) 17-11-2018 t/m 19-01-2019 Hitnotering: (Week 11) 20-04-2019 Hitnotering: (Week 12 t/m 15) 22-06-2019 t/m 20-07-2019 | Hitnotering: (Week 1 t/m 10) 17-11-2018 t/m 19-01-2019 Hitnotering: (Week 11) 20-04-2019 Hitnotering: (Week 12 t/m 15) 22-06-2019 t/m 20-07-2019 | Hitnotering: (Week 1 t/m 10) 17-11-2018 t/m 19-01-2019 Hitnotering: (Week 11) 20-04-2019 Hitnotering: (Week 12 t/m 15) 22-06-2019 t/m 20-07-2019 | Hitnotering: (Week 1 t/m 10) 17-11-2018 t/m 19-01-2019 Hitnotering: (Week 11) 20-04-2019 Hitnotering: (Week 12 t/m 15) 22-06-2019 t/m 20-07-2019 | Hitnotering: (Week 1 t/m 10) 17-11-2018 t/m 19-01-2019 Hitnotering: (Week 11) 20-04-2019 Hitnotering: (Week 12 t/m 15) 22-06-2019 t/m 20-07-2019 | Hitnotering: (Week 1 t/m 10) 17-11-2018 t/m 19-01-2019 Hitnotering: (Week 11) 20-04-2019 Hitnotering: (Week 12 t/m 15) 22-06-2019 t/m 20-07-2019 | Hitnotering: (Week 1 t/m 10) 17-11-2018 t/m 19-01-2019 Hitnotering: (Week 11) 20-04-2019 Hitnotering: (Week 12 t/m 15) 22-06-2019 t/m 20-07-2019 | Hitnotering: (Week 1 t/m 10) 17-11-2018 t/m 19-01-2019 Hitnotering: (Week 11) 20-04-2019 Hitnotering: (Week 12 t/m 15) 22-06-2019 t/m 20-07-2019 | Hitnotering: (Week 1 t/m 10) 17-11-2018 t/m 19-01-2019 Hitnotering: (Week 11) 20-04-2019 Hitnotering: (Week 12 t/m 15) 22-06-2019 t/m 20-07-2019 | Hitnotering: (Week 1 t/m 10) 17-11-2018 t/m 19-01-2019 Hitnotering: (Week 11) 20-04-2019 Hitnotering: (Week 12 t/m 15) 22-06-2019 t/m 20-07-2019 | Hitnotering: (Week 1 t/m 10) 17-11-2018 t/m 19-01-2019 Hitnotering: (Week 11) 20-04-2019 Hitnotering: (Week 12 t/m 15) 22-06-2019 t/m 20-07-2019 | Hitnotering: (Week 1 t/m 10) 17-11-2018 t/m 19-01-2019 Hitnotering: (Week 11) 20-04-2019 Hitnotering: (Week 12 t/m 15) 22-06-2019 t/m 20-07-2019 | Hitnotering: (Week 1 t/m 10) 17-11-2018 t/m 19-01-2019 Hitnotering: (Week 11) 20-04-2019 Hitnotering: (Week 12 t/m 15) 22-06-2019 t/m 20-07-2019 | Hitnotering: (Week 1 t/m 10) 17-11-2018 t/m 19-01-2019 Hitnotering: (Week 11) 20-04-2019 Hitnotering: (Week 12 t/m 15) 22-06-2019 t/m 20-07-2019 | Hitnotering: (Week 1 t/m 10) 17-11-2018 t/m 19-01-2019 Hitnotering: (Week 11) 20-04-2019 Hitnotering: (Week 12 t/m 15) 22-06-2019 t/m 20-07-2019 | Hitnotering: (Week 1 t/m 10) 17-11-2018 t/m 19-01-2019 Hitnotering: (Week 11) 20-04-2019 Hitnotering: (Week 12 t/m 15) 22-06-2019 t/m 20-07-2019 | Hitnotering: (Week 1 t/m 10) 17-11-2018 t/m 19-01-2019 Hitnotering: (Week 11) 20-04-2019 Hitnotering: (Week 12 t/m 15) 22-06-2019 t/m 20-07-2019 | Hitnotering: (Week 1 t/m 10) 17-11-2018 t/m 19-01-2019 Hitnotering: (Week 11) 20-04-2019 Hitnotering: (Week 12 t/m 15) 22-06-2019 t/m 20-07-2019 | Hitnotering: (Week 1 t/m 10) 17-11-2018 t/m 19-01-2019 Hitnotering: (Week 11) 20-04-2019 Hitnotering: (Week 12 t/m 15) 22-06-2019 t/m 20-07-2019 |
| Week: | 1 | 2 | 3 | 4 | 5 | 6 | 7 | 8 | 9 | 10 | | 11 | | 12 | 13 | 14 | 15 | 16 |
| --- | --- | --- | --- | --- | --- | --- | --- | --- | --- | --- | --- | --- | --- | --- | --- | --- | --- | --- |
| Positie: | 1 | 10 | 13 | 18 | 34 | 32 | 35 | 54 | 55 | 71 | uit | 90 | uit | 98 | 29 | 26 | 53 | 72 |

### VlaamseUltratop 200 Albums
| Hitnotering: (Week 1 t/m 18) 17-11-2018 t/m 16-03-2019 Hitnotering: (Week 19 t/m 20) 20-04-2019 t/m 27-04-2019 Hitnotering: (Week 21) 15-06-2019 Hitnotering: (Week 22 t/m 24) 29-06-2019 t/m heden | Hitnotering: (Week 1 t/m 18) 17-11-2018 t/m 16-03-2019 Hitnotering: (Week 19 t/m 20) 20-04-2019 t/m 27-04-2019 Hitnotering: (Week 21) 15-06-2019 Hitnotering: (Week 22 t/m 24) 29-06-2019 t/m heden | Hitnotering: (Week 1 t/m 18) 17-11-2018 t/m 16-03-2019 Hitnotering: (Week 19 t/m 20) 20-04-2019 t/m 27-04-2019 Hitnotering: (Week 21) 15-06-2019 Hitnotering: (Week 22 t/m 24) 29-06-2019 t/m heden | Hitnotering: (Week 1 t/m 18) 17-11-2018 t/m 16-03-2019 Hitnotering: (Week 19 t/m 20) 20-04-2019 t/m 27-04-2019 Hitnotering: (Week 21) 15-06-2019 Hitnotering: (Week 22 t/m 24) 29-06-2019 t/m heden | Hitnotering: (Week 1 t/m 18) 17-11-2018 t/m 16-03-2019 Hitnotering: (Week 19 t/m 20) 20-04-2019 t/m 27-04-2019 Hitnotering: (Week 21) 15-06-2019 Hitnotering: (Week 22 t/m 24) 29-06-2019 t/m heden | Hitnotering: (Week 1 t/m 18) 17-11-2018 t/m 16-03-2019 Hitnotering: (Week 19 t/m 20) 20-04-2019 t/m 27-04-2019 Hitnotering: (Week 21) 15-06-2019 Hitnotering: (Week 22 t/m 24) 29-06-2019 t/m heden | Hitnotering: (Week 1 t/m 18) 17-11-2018 t/m 16-03-2019 Hitnotering: (Week 19 t/m 20) 20-04-2019 t/m 27-04-2019 Hitnotering: (Week 21) 15-06-2019 Hitnotering: (Week 22 t/m 24) 29-06-2019 t/m heden | Hitnotering: (Week 1 t/m 18) 17-11-2018 t/m 16-03-2019 Hitnotering: (Week 19 t/m 20) 20-04-2019 t/m 27-04-2019 Hitnotering: (Week 21) 15-06-2019 Hitnotering: (Week 22 t/m 24) 29-06-2019 t/m heden | Hitnotering: (Week 1 t/m 18) 17-11-2018 t/m 16-03-2019 Hitnotering: (Week 19 t/m 20) 20-04-2019 t/m 27-04-2019 Hitnotering: (Week 21) 15-06-2019 Hitnotering: (Week 22 t/m 24) 29-06-2019 t/m heden | Hitnotering: (Week 1 t/m 18) 17-11-2018 t/m 16-03-2019 Hitnotering: (Week 19 t/m 20) 20-04-2019 t/m 27-04-2019 Hitnotering: (Week 21) 15-06-2019 Hitnotering: (Week 22 t/m 24) 29-06-2019 t/m heden | Hitnotering: (Week 1 t/m 18) 17-11-2018 t/m 16-03-2019 Hitnotering: (Week 19 t/m 20) 20-04-2019 t/m 27-04-2019 Hitnotering: (Week 21) 15-06-2019 Hitnotering: (Week 22 t/m 24) 29-06-2019 t/m heden | Hitnotering: (Week 1 t/m 18) 17-11-2018 t/m 16-03-2019 Hitnotering: (Week 19 t/m 20) 20-04-2019 t/m 27-04-2019 Hitnotering: (Week 21) 15-06-2019 Hitnotering: (Week 22 t/m 24) 29-06-2019 t/m heden | Hitnotering: (Week 1 t/m 18) 17-11-2018 t/m 16-03-2019 Hitnotering: (Week 19 t/m 20) 20-04-2019 t/m 27-04-2019 Hitnotering: (Week 21) 15-06-2019 Hitnotering: (Week 22 t/m 24) 29-06-2019 t/m heden | Hitnotering: (Week 1 t/m 18) 17-11-2018 t/m 16-03-2019 Hitnotering: (Week 19 t/m 20) 20-04-2019 t/m 27-04-2019 Hitnotering: (Week 21) 15-06-2019 Hitnotering: (Week 22 t/m 24) 29-06-2019 t/m heden | Hitnotering: (Week 1 t/m 18) 17-11-2018 t/m 16-03-2019 Hitnotering: (Week 19 t/m 20) 20-04-2019 t/m 27-04-2019 Hitnotering: (Week 21) 15-06-2019 Hitnotering: (Week 22 t/m 24) 29-06-2019 t/m heden | Hitnotering: (Week 1 t/m 18) 17-11-2018 t/m 16-03-2019 Hitnotering: (Week 19 t/m 20) 20-04-2019 t/m 27-04-2019 Hitnotering: (Week 21) 15-06-2019 Hitnotering: (Week 22 t/m 24) 29-06-2019 t/m heden | Hitnotering: (Week 1 t/m 18) 17-11-2018 t/m 16-03-2019 Hitnotering: (Week 19 t/m 20) 20-04-2019 t/m 27-04-2019 Hitnotering: (Week 21) 15-06-2019 Hitnotering: (Week 22 t/m 24) 29-06-2019 t/m heden | Hitnotering: (Week 1 t/m 18) 17-11-2018 t/m 16-03-2019 Hitnotering: (Week 19 t/m 20) 20-04-2019 t/m 27-04-2019 Hitnotering: (Week 21) 15-06-2019 Hitnotering: (Week 22 t/m 24) 29-06-2019 t/m heden | Hitnotering: (Week 1 t/m 18) 17-11-2018 t/m 16-03-2019 Hitnotering: (Week 19 t/m 20) 20-04-2019 t/m 27-04-2019 Hitnotering: (Week 21) 15-06-2019 Hitnotering: (Week 22 t/m 24) 29-06-2019 t/m heden | Hitnotering: (Week 1 t/m 18) 17-11-2018 t/m 16-03-2019 Hitnotering: (Week 19 t/m 20) 20-04-2019 t/m 27-04-2019 Hitnotering: (Week 21) 15-06-2019 Hitnotering: (Week 22 t/m 24) 29-06-2019 t/m heden | Hitnotering: (Week 1 t/m 18) 17-11-2018 t/m 16-03-2019 Hitnotering: (Week 19 t/m 20) 20-04-2019 t/m 27-04-2019 Hitnotering: (Week 21) 15-06-2019 Hitnotering: (Week 22 t/m 24) 29-06-2019 t/m heden |
| Week: | 1 | 2 | 3 | 4 | 5 | 6 | 7 | 8 | 9 | 10 | 11 | 12 | 13 | 14 | 15 | 16 | 17 | 18 | | 19 |
| --- | --- | --- | --- | --- | --- | --- | --- | --- | --- | --- | --- | --- | --- | --- | --- | --- | --- | --- | --- | --- |
| Positie: | 2 | 9 | 20 | 22 | 22 | 27 | 32 | 42 | 54 | 53 | 60 | 73 | 82 | 79 | 125 | 151 | 120 | 174 | uit | 162 |
| Week: | 20 | | 21 | | 22 | 23 | 24 | | | | | | | | | | | | | |
| Positie: | 176 | uit | 183 | uit | 147 | 63 | 105 | | | | | | | | | | | | | |